# Миндаль обыкновенный
Минда́ль обыкновенный (лат. Prunus dulcis) — кустарник или небольшое дерево из подрода Миндаль (Amygdalus) рода Слива.

## Этимология
Слово миндаль в русском языке происходит путём заимствования через польский migdaɫ из лат. amygdalus, которое произошло в свою очередь от др.-греч. ἀμύγδαλος, ἀμυγδάλη, ἀμυγδάλιον — «миндальное дерево».

## Распространение
Первичный очаг формирования находится в Передней Азии и в прилегающих районах, включая Средиземноморье и Среднюю Азию. В этих районах культура миндаля возникла за много столетий до нашей эры, первое письменное упоминание миндаля находится в Библии (Чис. 17:8). В 2010-х годах самые большие насаждения миндаля находятся в США (штат Калифорния выращивает более половины мирового урожая миндаля), в области Средиземноморья (Испания, Италия, Португалия), Иране, Афганистане и Австралии. На Мальорке обильные насаждения миндаля появились во второй половине XVIII столетия. В Таджикистане есть даже «город миндаля» — Канибадам.

## Экология
Миндаль обыкновенный произрастает на каменистых и щебнистых склонах на высоте от 800 до 1600 м над уровнем моря (бухарский миндаль доходит до 2500 м), предпочитает богатые кальцием почвы. В Израиле произрастает значительно ниже 800 метров, в районе Хайфы очень близко к берегу Средиземного моря.
Произрастает небольшими группами по 3—4 особи, на расстоянии 5—7 метров одна от другой.
Очень светолюбив, весьма засухоустойчив благодаря хорошо развитой корневой системе и экономной транспирации. Не терпит переувлажнения и весенних заморозков после начала вегетации.
В северном полушарии цветёт в марте — апреле, местами даже в феврале, плоды созревают в июне — июле. Начинает плодоносить с четырёх — пяти лет, плодоношение продолжается 30—50 лет, живёт до 130 лет. Размножается семенами, корневыми отпрысками и пнёвой порослью. Переносит морозы до −25 °C.
Раннее цветение, миндаль чувствителен к заморозкам. При температуре 8°—10° почки начинают распускаться, а при 15 °C дерево зацветает и цветёт 10—15 дней. Температура меньше 12 °C замедляет рост пыльцевой трубочки. Миндаль имеет мощную корневую систему, поэтому хорошо переносит засуху, каменистую почву. Не переносит влажных и очень глинистых почв.

## Ботаническое описание
Кустарник (реже небольшое дерево) 4—6 м высотой, весьма ветвистый. Побеги двух типов: удлинённые вегетативные и укороченные генеративные.
Листья черешковые, ланцетные, с длиннозаострённой верхушкой.
Цветки одиночные, до 2,5 см в диаметре, с белыми или светло-розовыми лепестками, многочисленными тычинками и одним пестиком, состоят из бокальчатой сростнолистной чашечки и розового или красного венчика. Цветки распускаются раньше листьев.
Плод — сухая бархатисто-опушённая овальная однокостянка с кожистым зелёным мясистым несъедобным околоплодником. Сухой околоплодник при созревании легко отделяется от косточки. Косточки такой же формы, как и сами плоды, покрыты мелкими ямочками, иногда с бороздками, 2,5—3,5 см длиной, массой 1—5 г.
|                                                                    |  |  |  |
| Слева направо: цветки; листья; плодоносящая ветвь; цветущее дерево |  |  |  |

## Таксономия
Вид Миндаль обыкновенный входит в род Слива (Prunus) подсемейства Spiraeoideae семейства Розовые (Rosaceae) порядка Розоцветные (Rosales).
|  |                                      |  |                                                             |                                                             |                   |  | ещё 8 семейств (согласно Системе APG II) | ещё 8 семейств (согласно Системе APG II) |                    |  |  |  | подроды Вишня, Слива и Emplectocladus | подроды Вишня, Слива и Emplectocladus |  |  |
|  |                                      |  |                                                             |                                                             |                   |  | ещё 8 семейств (согласно Системе APG II) | ещё 8 семейств (согласно Системе APG II) |                    |  |  |  | подроды Вишня, Слива и Emplectocladus | подроды Вишня, Слива и Emplectocladus |  |  |
|  |                                      |  |                                                             | порядок Розоцветные                                         |                   |  |                                          |                                          | род Слива          |  |  |  |                                       | вид Миндаль обыкновенный              |  |  |
|  |                                      |  |                                                             | порядок Розоцветные                                         |                   |  |                                          |                                          | род Слива          |  |  |  |                                       | вид Миндаль обыкновенный              |  |  |
|  | отдел Цветковые, или Покрытосеменные |  |                                                             |                                                             | семейство Розовые |  |                                          |                                          | подрод Миндаль     |  |  |  |                                       |                                       |  |  |
|  | отдел Цветковые, или Покрытосеменные |  |                                                             |                                                             |                   |  |                                          |                                          |                    |  |  |  |                                       |                                       |  |  |
|  |                                      |  | ещё 44 порядка цветковых растений (согласно Системе APG II) | ещё 44 порядка цветковых растений (согласно Системе APG II) |                   |  |                                          | ещё около 60 родов                       | ещё около 60 родов |  |  |  | ещё около 40 видов                    |                                       |  |  |
|  |                                      |  |                                                             | ещё 44 порядка цветковых растений (согласно Системе APG II) |                   |  |                                          |                                          | ещё около 60 родов |  |  |  |                                       |                                       |  |  |

В рамках вида выделяют две разновидности:
- Prunus dulcis var. amara — миндаль горький. Ядра косточек горького миндаля содержат ядовитую синильную кислоту. Горечь уходит при температурной обработке; из горького миндаля выжимают миндальное масло[5], наряду со сладким миндалём используют в кулинарии[7].
- Prunus dulcis var. dulcis — миндаль сладкий. Широко используется в кулинарии[5].

## Химический состав зёрен семян
Ядра косточек культурного сладкого миндаля содержат жирное масло (до 40—60 %), белковые вещества (около 30 %), слизь, витамины, красящие вещества — каротин, каротиноиды, ликопин и др., а также эфирное масло (0,5—0,8 %), определяющее их запах, и следы гликозида амигдалина.
В состав жирного масла входят глицериды олеиновой (80 %) и линолевой (15 %) кислот. Масло, полученное из неочищенных от оболочки семян сладкого миндаля, содержит небольшое количество линоленовой и миристиновой кислот, отсутствующих в масле, полученном из очищенных семян.
Семена дикорастущего горького миндаля ядовиты, что обусловлено присутствием гликозида амигдалина, при расщеплении которого выделяется синильная кислота, бензальдегид и глюкоза. Цельные ядра горького миндаля не пахнут. Будучи нарезанными, приобретают специфический миндальный аромат благодаря бензальдегиду.

## Значение и применение
Ценный ранневесенний медонос, даёт нектар и много пыльцы. С чистого насаждения пчёлы способны собрать до 40 кг/га. Опыление пчёлами миндальных садов увеличивает их урожайность на 30%.
Используется в качестве засухоустойчивого подвоя для персиков и абрикосов.
Миндаль можно высаживать как декоративное почвозащитное растение.
Зола околоплодников содержит много калия, поэтому употреблялась в мыловарении.
На стволах миндаля собирают камедь, используемую в текстильной промышленности.

### Применение семян
Ядра горького миндаля несъедобны, из них получают жирное масло. Масло, очищенное от амигдалина, используют для варки лучших сортов мыла. Жмых ядовит, в прошлом из него готовили лечебную горькоминдальную воду, назначаемую как успокоительное, тонизирующее и обезболивающее средства. Из него отгоняют эфирное масло для отдушки парфюмерных изделий.
Скорлупу миндальных косточек употребляют для ароматизации и улучшения цвета коньяков, ликёров, вин, делают из неё активированный уголь.
Присутствие амигдалина в жмыхе делает его ядовитым и не пригодным для кормления скота.

#### Применение в кулинарии
По причине содержания амигдалина употребление семян миндаля в термически необработанном виде допустимо лишь в ограниченном количестве (содержание амигдалина зависит от подвида и условий произрастания).
Семена сладкого миндаля используют в пищу свежими, поджаренными, подсоленными, а также в качестве пряности при приготовлении различных изделий из теста, сладостей, шоколада, ликёров, которым они придают тонкий вкус. Из ликёров с ароматом миндаля наиболее известен итальянский амаретто. Скорлупу миндальных косточек употребляют для ароматизации и улучшения цвета алкогольных напитков, из неё делают активированный уголь. Различают тонкостенные и толстостенные косточки.
Миндальное молоко — один из традиционных заменителей коровьего молока, особенно востребованный строгими вегетарианцами и постящимися. На протяжении многих столетий на севере Испании из миндаля готовят растительный молочный напиток орчату; во Франции же смесь миндального молока с флёрдоранжевой (померанцевой) водой получила название оршада. На основе миндального молока в старину научились делать лакомство бланманже.
Из множества сладостей на миндальной основе наибольшее распространение в европейских странах получили марципан (смесь молотого миндаля с сахарным сиропом), пралине (молотый миндаль, обжаренный в сахаре), нуга и макаруны. Марципан также употребляется в кулинарии как ингредиент. Цельные орехи служат основой конфет в сахаре, шоколадной оболочке («миндаль в шоколаде») и в кокосовой обсыпке (Raffaello).
Во многих странах популярностью пользуется миндальное печенье. Миндальный крем (франжипан) используется для приготовления многих видов тортов, используется как начинка для сладких булочек. В последние годы всё большим спросом в западных странах пользуется миндальная паста как альтернатива высокожирной арахисовой.
Особое место занимает миндаль в китайской и индонезийской кухне, в которой орехи, миндаль и цитрусы добавляются к большому числу блюд, в особенности к рису, жареной птице, различным видам мяса и так далее.

#### Миндальное масло
Миндальный орех — сырьё для получения жирного миндального масла (лат. Oleum Amygdalarum) и семян (Semen Amyglali dulcis). Семена используют для приготовления семенной миндальной эмульсии, а жмых под названием «миндальных отрубей» применяют как лечебно-косметическое средство и для получения «горько-миндальной воды».
Из семян миндаля холодным или горячим прессованием получают масло. Миндальное масло используют в пищевой, парфюмерной, фармацевтической промышленности. Оно служит растворителем камфоры для инъекций, основой для лечебных и косметических мазей (смягчает кожу и оказывает противовоспалительное действие), его назначают внутрь, особенно детям, как слабительное, а в виде эмульсий — как обволакивающее и мягчительное.

## Производство семян
| Мировое производство миндаля по годам (тыс. тонн) | Мировое производство миндаля по годам (тыс. тонн) |
| ------------------------------------------------- | ------------------------------------------------- |
| 1965                                              | 615                                               |
| 1970                                              | 687                                               |
| 1975                                              | 762                                               |
| 1980                                              | 926                                               |
| 1985                                              | 1152                                              |
| 1990                                              | 1321                                              |
| 1995                                              | 1019                                              |
| 2000                                              | 1468                                              |
| 2005                                              | 1839                                              |
| 2006                                              | 1999                                              |
| 2007                                              | 2215                                              |
| 2008                                              | 2435                                              |
| 2009                                              | 2362                                              |
| 2010                                              | 2539                                              |
| 2011                                              | 2005                                              |

| Пятнадцать крупнейших производителей миндаля (тысяч тонн)          | Пятнадцать крупнейших производителей миндаля (тысяч тонн) | Пятнадцать крупнейших производителей миндаля (тысяч тонн) | Пятнадцать крупнейших производителей миндаля (тысяч тонн) | Пятнадцать крупнейших производителей миндаля (тысяч тонн) | Пятнадцать крупнейших производителей миндаля (тысяч тонн) | Пятнадцать крупнейших производителей миндаля (тысяч тонн) |
| Страна                                                             | 1985                                                      | 1995                                                      | 2005                                                      | 2009                                                      | 2010                                                      | 2011                                                      |
| ------------------------------------------------------------------ | --------------------------------------------------------- | --------------------------------------------------------- | --------------------------------------------------------- | --------------------------------------------------------- | --------------------------------------------------------- | --------------------------------------------------------- |
| США                                                                | 352                                                       | 276                                                       | 703                                                       | 1162                                                      | 1414                                                      | 731                                                       |
| Испания                                                            | 287                                                       | 159                                                       | 218                                                       | 282                                                       | 221                                                       | 212                                                       |
| Иран                                                               | 59                                                        | 79                                                        | 109                                                       | 128                                                       | 158                                                       | 168                                                       |
| Италия                                                             | 105                                                       | 90                                                        | 118                                                       | 114                                                       | 108                                                       | 105                                                       |
| Марокко                                                            | 30                                                        | 45                                                        | 70                                                        | 104                                                       | 102                                                       | 131                                                       |
| Сирия                                                              | 34                                                        | 34                                                        | 229                                                       | 97                                                        | 73                                                        | 130                                                       |
| Тунис                                                              | 51                                                        | 35                                                        | 43                                                        | 60                                                        | 52                                                        | 61                                                        |
| Турция                                                             | 38                                                        | 37                                                        | 45                                                        | 55                                                        | 55                                                        | 70                                                        |
| Алжир                                                              | 10                                                        | 20                                                        | 45                                                        | 47                                                        | 39                                                        | 50                                                        |
| Греция                                                             | 57                                                        | 57                                                        | 48                                                        | 44                                                        | 33                                                        | 30                                                        |
| Афганистан                                                         | 9                                                         | 9                                                         | 15                                                        | 43                                                        | 56                                                        | 61                                                        |
| Китай                                                              | 13                                                        | 19                                                        | 25                                                        | 35                                                        | 38                                                        | 42                                                        |
| Ливан                                                              | 7                                                         | 28                                                        | 28                                                        | 30                                                        | 28                                                        | 36                                                        |
| Пакистан                                                           | 28                                                        | 49                                                        | 23                                                        | 26                                                        | 22                                                        | 21                                                        |
| Ливия                                                              | 15                                                        | 27                                                        | 25                                                        | 25                                                        | 30                                                        | 38                                                        |
| Источник: Продовольственная и сельскохозяйственная организация ООН |                                                           |                                                           |                                                           |                                                           |                                                           |                                                           |

- Посадки миндаля обыкновенного в Германии в марте
- Плантация миндаля обыкновенного в Израиле в феврале
- Плантация миндаля обыкновенного в Испании в июле
- Миндалевая роща
- Миндаль обыкновенный в Иране
- Плантация миндаля обыкновенного в США в феврале